# Hilda Phoebe Hudson
Hilda Phoebe Hudson   (Cambridge, 11 de juny de 1881 - Chiswick i Londres, 26 de novembre de 1965) va ser una matemàtica anglesa.

## Vida i Obra
Hudson va néixer en una família de matemàtics: el seu pare professor al King's College de Londres, la seva mare havia sigut professora del Newnham College de la universitat de Cambridge, el seu germà gran (mort prematurament el 1904) va ser excel·lent alumne del St. John's College, Cambridge i la seva germana també va obtenir excel·lents qualificacions a Cambridge. Ella va començar el 1900 els seus estudis universitaris al Newnham College (Cambridge), en el qual es va graduar el 1903 com setè wrangler. Després d'un semestre a la universitat de Berlín, on va tenir oportunitat d'estudiar amb Hermann Schwarz, va retornar a Cambridge per fer de professora de matemàtiques.
El 1912 va ser la primera dona en adreçar-se al públic en una conferència del Congrés Internacional de Matemàtics fet a Cambridge. Durant el curs 1912-1913 va ser professora visitant al Bryn Mawr College (Estats Units).
El 1917, durant la Primera Guerra Mundial, va ingressar al Servei Civil i va ser destinada al Almirallat Britànic per a dirigir un grups de dones matemàtiques que feien recerca pel departament d'estructures d'aeronàutica, entre les quals hi havia Letitia Chitty i Beatrice Cace-Browne. Després de treballar un parell d'anys en una empresa de Bristol, el 1921 va deixar tota activitat per concentrar-se en l'escriptura del que seria el seu tractat més important: Cremona transformations in plane and space publicat el 1926, que va ser la obra fonamental per l'estudi dels grups de Cremona durant molts anys.